# Sant Jaume Salerm
Sant Jaume Salerm és una església del municipi de Sant Mateu de Bages (Bages) inclosa en l'Inventari del Patrimoni Arquitectònic de Catalunya.

## Descripció
És una ermita situada dalt d'un turó completament amagada per la vegetació. Edifici d'una sola nau, sense absis, (possiblement fos ensorrat). Coberta amb volta ogival. La façana principal està totalment arrebossada en l'exterior. Presenta campanar d'espadanya simple culminant una façana llisa. Entrada lateral amb portal en arc i una porta falsa sobre ell i la inscripció on consta l'autor i la data de la restauració (Miquel Camps, 23 del 6 de 1939). L'interior, també arrebossat, mostra un estat mitjanament conservat. S'aprecia la separació de la nau i el presbiteri. La paret del fons està amagada i avançada per un retaule de fusta.